# اشتایرمارک
اشتایرمارک (به آلمانی: Steiermark) یکی از ایالت‌های کشور اتریش است و در جنوب شرقی این کشور قرار دارد و مرکز آن شهر گراتس می‌باشد.